# AIDAperla
L'AIDAperla è una nave da crociera costruita da Mitsubishi Shipbuilding per l'AIDA Cruises. Ha preso servizio nel giugno del 2017. Ha una capacità di 3.286 passeggeri.

## Caratteristiche
La nave da crociera ha 1.643 cabine e capacità per 3.286 passeggeri in doppia occupazione. AIDAperla dispone di 16 ponti per i passeggeri (18 ponti totali), 12 ristoranti, 3 snack bar e 14 bar. 

## Navi gemelle
- AIDAprima